# Kohtla-Järve
Kohtla-Järve este un oraș (linn) în Județul Ida-Viru, Estonia.
1. ↑  Consiliul Funciar Eston, accesat în 11 martie 2018